# Витория-да-Конкиста (футбольный клуб)
«Витория-да-Конкиста» (порт.-браз. Esporte Clube Primeiro Passo Vitória da Conquista) — бразильский футбольный клуб представляющий одноимённый город из штата Баия. В 2018 году клуб выступал в Серии D Бразилии.

## История
Клуб основан 21 января 2005 года, домашние матчи проводит на арене «Ломантан», вмещающей 12 500 зрителей. Лучшим достижением «Витории-да-Конкисты» в чемпионате штата Баия является 3-е место в 2008 году. Один раз в своей истории клуб выступал в Серии C Бразилии, в 2008 году он занял в ней 21-е место. В 2011 году клуб дебютировал в Серии D чемпионата Бразилии.

## Достижения
- Вице-чемпион Лиги Баияно (1): 2015
- Победитель Второго дивизиона Лиги Баияно (1): 2006
- Победитель Кубка Губернатора штата Баия (5): 2010, 2011, 2012, 2014, 2016